# Euphorbia holmesiae
Euphorbia holmesiae es una especie fanerógama perteneciente a la familia de las euforbiáceas.  Es originaria de  Somalia.

## Descripción
Es una planta suculenta perennifolia que alcanza un tamaño de 15-25 cm de altura, con una raíz carnosa gruesa de 20 cm de largo y 5 cm de diámetro; las ramas extendidas, de 30 cm de largo, ramas irregulares, cilíndricas, de 5-7 mm de espesor; espinosaa; cápsula y semillas desconocidas.

## Ecología
Se encuentra en las colinas con piedra caliza y de rocas de piedra y yeso-anhidrato rocas del Eoceno, con escasos matorrales de Acacia-Commiphora con Pseudolithos cubiformis, Caralluma edithae, Monadenium lindenii, etc .; a una altitud de 600-730 metros.
Es una especie extremadamente rara en el cultivo. Se encuentra cercana a Euphorbia inaequispina.

## Taxonomía
Euphorbia holmesiae fue descrita por John Jacob Lavranos y publicado en Cactus and Succulent Journal 64(4): 195. 1992.
Etimología
Euphorbia: nombre genérico que deriva del médico griego del rey Juba II de Mauritania (52 a 50 a. C. - 23), Euphorbus, en su honor – o en alusión a su gran vientre –  ya que usaba médicamente Euphorbia resinifera. En 1753 Carlos Linneo asignó el nombre a todo el género.
holmesiae: epíteto otorgado  en honor de la  botánica inglesa Susan Carter Holmes (1933- ), especialista de las eufórbias, adscrita al Real Jardín Botánico de Kew.